# Marco Pacúvio
Marco Pacúvio (em latim Marcus Pacuuius; 29 de abril de 220 a.C. — 7 de fevereiro de 130 a.C.) foi um autor trágico romano, considerado o maior da república. Era sobrinho e pupilo de Quinto Ênio, com o qual a tragédia romana atingira uma posição digna e influente. Entre a morte de Ênio e o advento de Lúcio Ácio, foi o único poeta que manteve a continuidade do drama em Roma.
Provavelmente nasceu na colônia romana de Brindisium. A sua linguagem nunca alcançou a perfeição idiomática e a pureza em estilo de um Névio ou um Plauto. Destacou-se inicialmente como pintor, sendo citado por Plínio, o Velho como autor de um trabalho para o templo de Hércules. Contudo, a sua fama é devida a ter sido considerado como o fundador da tragédia latina.
Menos prolífico do que Ênio ou Ácio, apenas se conhecem uma dúzia das suas obras sobre temas gregos, assim como outra escrita para celebrar a vitória de Lúcio Emílio Paulo Macedônico na Batalha de Pidna de 168 a.C., durante a Terceira Guerra Macedônica. Continuou escrevendo tragédias até os oitenta anos. Faleceu em Taranto, onde passara os últimos anos da sua vida.
Cícero tinha-o em uma altíssima estima:

...pode dizer-se que Ênio seja o sumo poeta épico ..., e Pacúvio o sumo trágico, e Cecílio, talvez, o sumo cómicoOriginal {{{{{língua}}}}}: licet dicere et Ennium summum epicum poetam ... et Pacuvium tragicum et Caecilium fortasse comicum— De optimo genere oratorum, 2.